# جیمز گان (سناتور)
جیمز گان (به انگلیسی: James Gunn) سناتور سابق عضو حزب دموکرات-جمهوری‌خواه بود. وی در سال ۱۷۸۹ تا ۱۷۹۷ و ۱۷۹۷ تا ۱۸۰۱ میلادی سناتور ایالت جورجیا در سنای ایالات متحده آمریکا بود.